# Hijken DTC
Hijken DTC is een Nederlandse damclub die in de zomer van 2001 is ontstaan uit een fusie tussen het Drents tiental en Damclub Hijken. De drie tientallen van de club die uitkomen in de nationale competitie spelen hun thuiswedstrijden in de regel in de Dorpshoeve van Hijken en de afsluitende thuiswedstrijd van het seizoen in Speelstad Oranje. De wekelijkse clubavond is op maandag in de Dorpshoeve. Het eerste tiental (min of meer een doorstart van het in 2000 gedegradeerde Drents tiental) promoveerde in het seizoen 2002/03 naar de nationale ereklasse. Het beste resultaat daarin werd behaald in het seizoen 2007/08 met een derde plaats.

## Selectie van het eerste tiental in het seizoen 2008/09
| Speler               | Geboortedatum    | KNDB-rating | Score adelaarskalender    | Hoogtepunten uit de damloopbaan           |
| -------------------- | ---------------- | ----------- | ------------------------- | ----------------------------------------- |
| Hans Jansen          | 5 mei 1956       | 1495        | 166 - 243 (86 - 71 - 9)   | Nederlands kampioen 1979, 1994 en 1997    |
| Evert Dollekamp      | 6 maart 1959     | 1309        | 261 - 292 (73 - 146 - 42) | NK-finalist in 1984 en 1991               |
| Jacob Okken          | 5 januari 1961   | 1372        | 276 - 333 (92 - 149 - 35) | Nederlands juniorenkampioen 1980          |
| Alex van Prinsenbeek | 31 oktober 1962  | 1248        | 54 - 54 (14 - 26 - 14)    | Provinciaal Gronings kampioen 2000        |
| Henk Kalk            | 1 april 1966     | 1286        | 121 - 119 (23 - 73 - 25)  | Tweede plaats in zomertoernooi Salou 2001 |
| Erna Wanders         | 24 augustus 1969 | 1256        | 124 - 112 (26 - 60 - 38)  | Sneldamkampioen 2004 van Drenthe          |
| Jan Ekke de Vries    | 30 januari 1973  | 1390        | 136 - 144 (33 - 78 - 25)  | NK-finalist 2003                          |
| Jan Mente Drent      | 25 november 1973 | 1319        | 56 - 59 (12 - 35 - 9)     | NK-finalist 2000                          |
| Martin Dolfing       | 12 november 1977 | 1508        | 75 - 107 (34 - 39 - 2)    | Nederlands kampioen 2002                  |
| Michiel Kroesbergen  | 15 december 1980 | 1430        | 10 - 13 (10 - 3 - 0)      | NK-finalist 2007                          |
| Daria Tkatsjenko     | 21 december 1983 |             | 0 - 0 (0 - 0 - 0)         | Dameswereldkampioene 2005 en 2006         |
| Maikel Palmans       | 12 april 1987    | 1332        | 60 - 63 (15 - 33 - 12)    | Vijfde plaats op het WK junioren 2006     |
| Roel Boomstra        | 9 maart 1993     | 1436        | 20 - 24 (7 - 10 - 3)      | NK aspiranten 2006, 2007 en 2008          |
| Wouter Sipma         | 21 mei 1993      | 1081        | 0 - 0 (0 - 0 - 0)         | NK sneldammen aspiranten 2008             |

De spelers zijn gerangschikt op volgorde van geboortedatum. De KNDB-rating en score op de adelaarskalender (gecombineerd van het Drents tiental en Hijken DTC 1) zijn per 1 juli 2008. De getallen hebben betrekking op het aantal partijen en behaalde punten met tussen haakjes de overwinningen, remises en nederlagen. Naast de adelaarskalender wordt er ook een lijst met clubrecords in externe wedstrijden bijgehouden.

## Bijzonderheden
De club organiseert (in navolging van een van de twee voorlopers, Damclub Hijken) regelmatig nationale en internationale jeugdtoernooien zoals het wereldkampioenschap voor aspiranten en meisjes in 2003 en het wereldkampioenschap voor junioren en meisjes in 2006. In de zomer van 2009 heeft de club het Europees jeugdkampioenschap georganiseerd.